# And So It Goes (Billy Joel)
And So It Goes è un singolo del cantante statunitense Billy Joel, pubblicato nel 1990 ed estratto dall'album Storm Front.

## Cover
I The King's Singers hanno interpretato il brano inserendolo quindi nell'album Good Vibrations.